# Rivedoux-Plage

Rivedoux-Plage este o comună în departamentul Charente-Maritime, Franța. În 1 ianuarie 2022 avea o populație de 2.428 de locuitori.